# Le Grand-Lemps
 Le Grand-Lemps  es una población y comuna francesa, en la región de Ródano-Alpes, departamento de Isère, en el distrito de La Tour-du-Pin y cantón de Le Grand-Lemps.

## Demografía
| 1759 | 1726 | 1986 | 2164 | 2364 | 2349 |
| Para los censos de 1962 a 1999 la población legal corresponde a la población sin duplicidades (Fuente: INSEE [Consultar]) |      |      |      |      |      |